# Studebaker

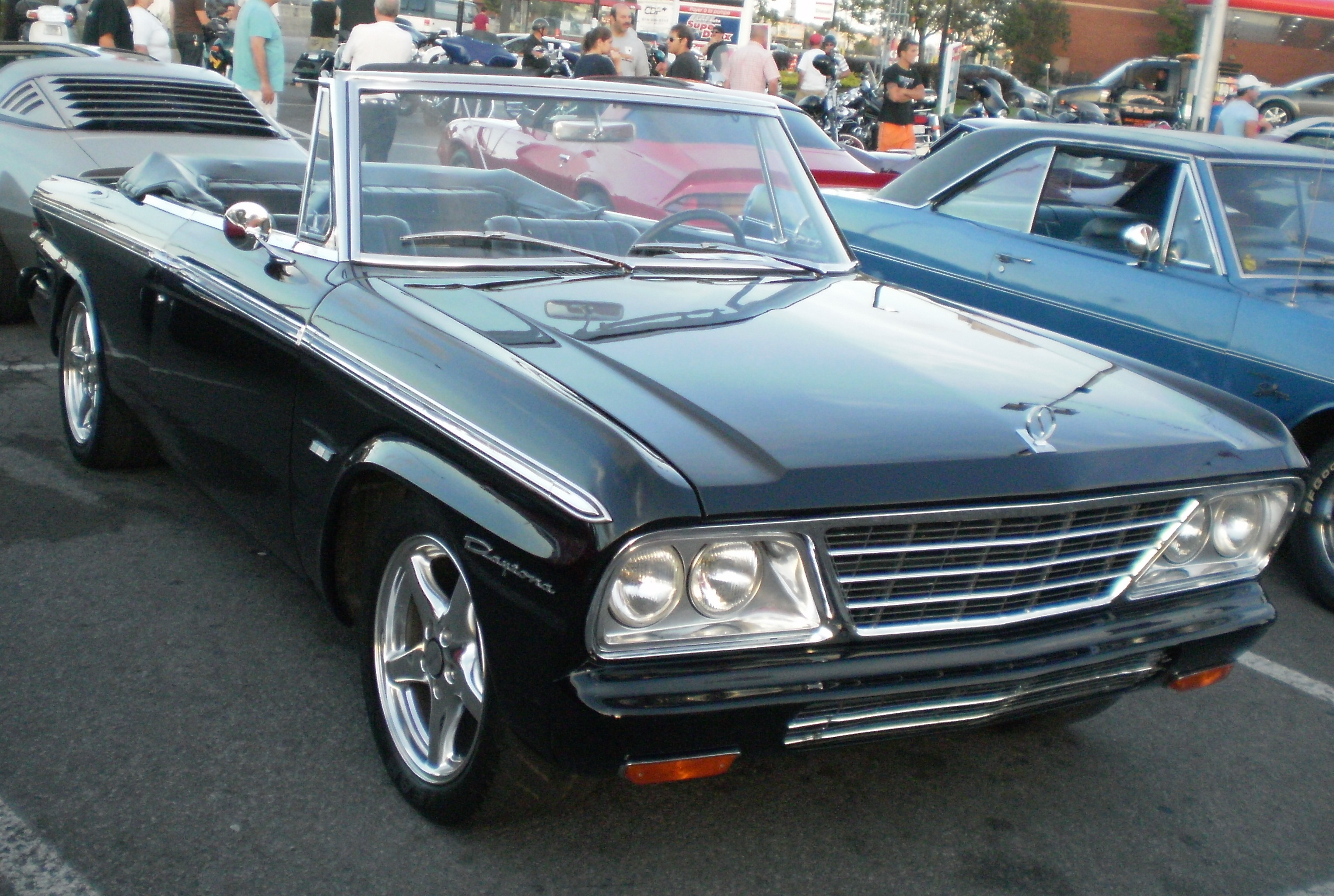
Un Studebaker Daytona convertible.

Studebaker Corporation, o simplement Studebaker, va ser un fabricant de cotxes i automòbils dels Estats Units, amb seu a la ciutat de South Bend, a l'estat d'Indiana. L'empresa va ser fundada l'any 1852, i era originalment un fabricant de vagons per al transport de productes agrícoles i de mineria, va treballar per a l'exèrcit i també va fer cotxes fúnebres.
Studebaker va entrar en el negoci de l'automoció el 1902 amb els vehicles elèctrics i el 1904 amb els vehicles de gasolina, venuts sota el nom de "Studebaker Automobile Company". Fins al 1911 va treballar associat amb altres fabricants.
Els primers cotxes de gasolina totalment fabricats per Studebaker es van comercialitzar a l'agost de 1912. En els següents 50 anys, la companyia va aconseguir una reputació envejable per la qualitat i la fiabilitat dels seus vehicles. La planta de South Bend cessar la seva producció el 20 de desembre de 1963, i l'últim cotxe Studebaker va sortir de la planta Hamilton, a Ontario, Canadà, el 16 de març de 1966.